# プルーフポイント
プルーフポイント（英: Proofpoint, Inc.）は、アメリカ合衆国カリフォルニア州サニーベールに拠点を置くエンタープライズセキュリティ企業であり、インバウンド電子メールセキュリティ、アウトバウンド情報漏えい対策、内部脅威対策、オンラインの従業員向けセキュリティトレーニング、ソーシャルメディア、モバイルデバイス、デジタルリスク、電子メール暗号化、電子証拠開示（eDiscovery）、およびメールアーカイブのための製品およびサービスを提供している。 

## 歴史

### 設立
同社は2002年6月に、Netscape Communicationsの CTOであったエリック・ハーンによって設立された。 会社はシリーズA資金調達ラウンドで700万ドルを調達した後の2003年7月21日に立ち上げられ、最初の製品をリリースし、リファレンスとして6件の顧客をリストアップし、ベンチャー投資家のベンチマークキャピタルとスタンフォード大学によって支援された。
プルーフポイントは2012年4月に株式を公開した。株式公開時（IPO）には、同社の株は1枚13ドルで取引された。投資家はIPOを通じて630万株以上を購入し、総額は8000万ドル以上に達した。

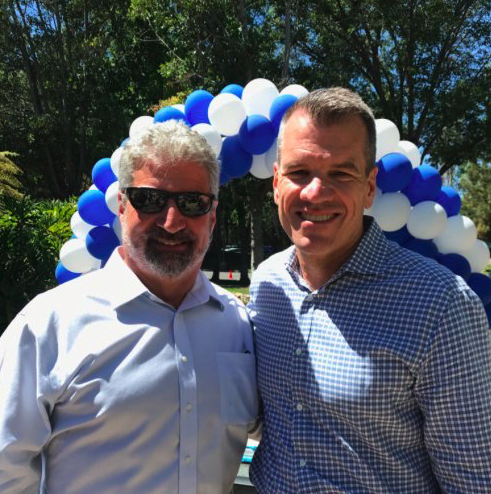
Proofpointの共同創設者兼会長であるエリック・ハーン（左）とCEOのゲイリー・スティール（右）がProofpointの15周年記念式典で。

### 製品の歴史
同社の最初の製品は、中規模および大規模企業向けのProofpoint Protection Serverである。スパムと正規の電子メールを区別するために、10,000個の異なる属性を使用してスパムメールを正確に識別する「MLXテクノロジー」と呼ばれる独自の機械学習アルゴリズムを組み込んでいる。同社は、スパム量の急激な増加が従業員の生産性を脅かし、スパムがビジネスの最優先事項になっていることにビジネスチャンスを見出し、当時既に数十社あったスパム対策ソフトウェアプロバイダーに加わった。2004年のNational Technology Readinesedによると、スパム検知の属性数は50,000個を超えている。
2004年、プルーフポイントは財務情報の開示と医療データのプライバシーを管理する厳格な新しい HIPAA 規制を受け、機密情報を含む送信メールを自動的に識別して送信を阻止する新製品の開発を開始した。  
2004年3月、プルーフポイントは強化されたLinuxカーネルとProofpoint Protection Server 2.0ソフトウェアを使用して、同社初のハードウェアアプライアンスであるP-Series Message Protection Appliance（後にProofpoint Messaging Security Gatewayに改名）を発表した。Infoworldによるテストでは、スパムの94％を阻止できることが判明した。
2004年11月のもう1つの製品発表には、Email FirewallとMLXベースのダイナミックレピュテーション分析を備えたProtection Server 3.0、Content Security Suite、およびアウトバウンドメッセージとその添付ファイルをスキャンしてSarbanes-Oxley、HIPAA、Gramm-Leach-Blileyなどのデータ保護規制に準拠するためのプラグインモジュールが含まれる。これらを組み合わせて、Proofpoint Messaging Security Gateway Applianceと呼ぶ。ChannelWebのレビューにより、「テクノロジーの組み合わせ：ポリシーベースの管理、スパムフィルタリングエンジン、アダプティブ学習テクノロジー」を使用していることが判明した。
プルーフポイントは、2005年8月にContent Security Suiteへのアドオンアプライアンスとして新製品Network Content Sentryを発表した。電子メール以外のオンラインメッセージを監視するように設計されたアプライアンスは、Webメール、メッセージボード、ブログ、およびFTPベースの通信を監視する。プルーフポイントは、Voltage Securityからライセンス供与されたIDベースの暗号化テクノロジーを使用したポリシーベースの電子メール暗号化機能も導入した。 

#### 仮想アプライアンス開発
より簡単な運用への要望に応えるためのステップとして、Proofpoint Messaging Security Gateway Virtual Editionが2007年4月にリリースされた。この製品は、VMwareの仮想サーバーソフトウェアを実行するホスト上で仮想アプライアンスとして実行される。VMwareの仮想サーバーアーキテクチャの知識が必要だが、専用設計のハードウェアアプライアンスを仮想サーバーに移動させることで、独自ハードウェアに関連する問題がなくなり、アップグレードコストが削減される。
Proofpoint Messaging Security Gateway V5.0は2007年6月にリリースされたが、これはすべての機能を1つのプラットフォーム上に実現する新しい統合アーキテクチャに基づいていた。専用アプライアンス、仮想アプライアンス、またはソフトウェアスイートとしての配備が可能。 
Verizon Businessの独立部門であるICSA Labsは2007年4月に、新しいテストプログラムにより6つのアンチスパム製品を認定したことを発表したが、それにProofpoint Messaging Security Gatewayが含まれていた。ICSA Labsのスパム対策製品のテストと認定の目的は、スパムの検知と削除についての製品の有効性を評価することであった。ガイドラインはまた、製品が正規の送信元からの電子メールメッセージをどの程度適切に認識するかについても言及している。
プルーフポイントはProofpoint on Demandにより、Software as a Service（SaaS）ビジネスに参入した。これは、電子メールセキュリティと情報漏洩対策（DLP）製品のホスティング版である。2008年5月、Proofpoint on Demand - Standard Editionの導入により、同社のホステッドサービスが拡張された。この製品は、電子メールセキュリティを必要とするが独自のサーバーは持っていない、または社内にIT担当者がいない中小規模の企業を対象としている。 

## 製品
プルーフポイントの製品は、ビジネスにおける3つの課題を解決するように設計されている。それは、高度なサイバーセキュリティの脅威、規制へのコンプライアンス、およびブランドへのなりすまし（「デジタルリスク」と呼ばれる）である。これらの製品は、電子メール、ソーシャルメディア、モバイルデバイス、クラウド全体で機能する。
2008年6月、プルーフポイントは法的証拠開示、法令遵守、および電子メールストレージ管理のためのオンデマンド電子メールアーカイブソフトウェアのプロバイダーであるFortiva, Inc.を買収した。 FortivaはExchangeジャーナリングを使用してすべての内部および外部との通信を自動的にアーカイブし、エンドユーザーは添付ファイルを含むすべてのアーカイブメッセージをOutlookの検索フォルダーから直接検索できる。

### サイバーセキュリティ
プルーフポイントのセキュリティポートフォリオには、従来型のサイバー攻撃（悪意のある添付ファイルとURLを介して配信される）と、ビジネスメール詐欺（BEC）やクレデンシャルフィッシングなどの、マルウェアを使用しないソーシャルエンジニアリング型攻撃の両方を阻止する製品が含まれる。これらはサンドボックス分析、レピュテーション分析、脅威データの自動化、人間による脅威インテリジェンス、および送信者/受信者の関係性やヘッダー、コンテンツなどの属性を組み合わせ、潜在的な脅威を検出する。自動暗号化、情報漏洩対策、フォレンジック収集などのツールは、インシデント対応を迅速化し、侵入してくる脅威による被害とコストを軽減するように設計されている。ポートフォリオには、ソーシャルメディアアカウントの乗っ取り、有害なモバイルアプリ、不正なWi-Fiネットワークからの保護も含まれる。 

### 規制へのコンプライアンス
プルーフポイントのコンプライアンス製品は、機密性の高いデータを特定し、政府や業界のルールに準拠して管理および監視し、e-Discoveryの法的要請に迅速に応えることに伴う作業を軽減するように設計されている。

### デジタルリスク
プルーフポイントのデジタルリスク対応製品は、サイバー犯罪者が自社になりすまして顧客、パートナー、およびブランドの評判を傷つけることを阻止しようとする企業を対象としている。その電子メールデジタルリスクポートフォリオには、電子メールドメインのなりすましを防止する認証技術が含まれる。これにより、ソーシャルメディアで犯罪者が偽のカスタマーサービスアカウントを作成してユーザーを騙し、アカウントのクレデンシャルを聞き出したり、悪意のあるWebサイトにアクセスさせたりする詐欺行為を防止する。またモバイルにおいては、モバイルアプリストアを通じて配布された偽造アプリを検出する。
2016 Forrester Wave for Digital Risk Monitoring, Q3 2016では、プルーフポイントのデジタルリスク/ソーシャルメディア製品が、この新しい市場のトップ9ベンダーとして評価された。多くの組織はすべての主要なソーシャルメディアプラットフォームでブランドを構築しようとしているが、悪意のあるまたは不要なコンテンツはこの取り組みを阻害する。そのためこれらの製品は「デジタル」（ソーシャル、モバイル、Web、およびダークWeb）チャネルを監視して、悪意のあるまたは不要なコンテンツを検知して防止する。2014年10月23日、プルーフポイントはソーシャルメディアおよびセキュリティコンプライアンスベンダーであるNexgate, Inc.を買収した。2また2015年11月4日、コンプライアンスワークフローとコンテンツキャプチャ、およびレビューテクノロジー企業であるSocialware Inc.を買収した。

## 買収
| 日付           | 会社                              | 条項                           |
| -------------- | --------------------------------- | ------------------------------ |
| 2022年12月     | Illusive Networks                 | Undisclosed Terms              |
| 2021年2月      | InteliSecure                      | 6,250万ドルの現金              |
| 2020年5月      | The Defense Works                 | 500万ドル未満                  |
| 2019年11月3日  | ObserveIT                         | 2億2500万ドルの現金            |
| 2019年5月6日   | Meta Networks                     | 1億2000万ドルの現金と株式      |
| 2018年2月6日   | Wombat Security Technologies、Inc | 2億2,500万ドルの現金と株式     |
| 2017年11月29日 | Weblife.io                        | $ 60Mの現金                    |
| 2017年11月7日  | Cloudmark                         | 現金で1億1,000万ドル           |
| 2016年10月20日 | FireLayers                        | $ 5500万の現金と株式           |
| 2016年8月24日  | Return Path                       | 1,800万ドル-メール詐欺防止部門 |
| 2015年11月4日  | Socialware                        | $ 9M（条件は非公開）           |
| 2015年3月2日   | Emerging Threats                  | 4,000万ドルの現金と株式        |
| 2014年10月23日 | Nexgate                           | $ 3500万の現金                 |
| 2014年5月20日  | NetCitadel                        | 現金で2400万ドル               |
| 2013年10月1日  | Sendmail、Inc.                    | $ 2,300万（条件は非公開）      |
| 2013年8月9日   | Armorize Technologies             | 2,500万ドルの現金              |
| 2013年7月25日  | Abaca Technology Corporation      | 非公開の条件                   |
| 2012年1月28日  | NextPage                          | 非公開の条件                   |
| 2009年10月21日 | Everyone.net                      | 非公開の条件                   |
| 2008年8月31日  | Secure Data In Motion             | 非公開の条件                   |
| 2008年6月24日  | Fortiva                           | 非公開の条件                   |